# 阿斯塔蒂

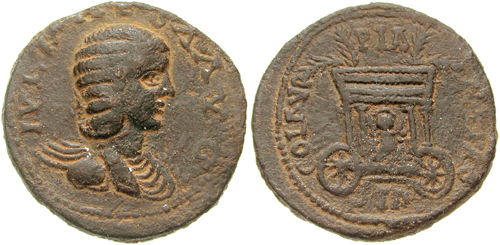
一個在西頓發掘出來的尤利亞·瑪伊莎時代硬幣的背面（圖右）鑄有阿斯塔蒂坐在有蓋戰車中的模樣。

阿斯塔蒂（Astártē、Astarte），又譯阿斯塔尔塔，是古代西北閃米特語地區的腓尼基人等所崇拜的丰饶和爱的女神，在《聖經》及其他文獻亦叫作「亞斯她錄」（腓尼基人女神「Ashtart」；希伯來語：希伯莱人的「Ashtoret、singular或Ashtarot」；烏加里特語的「ṯtrt」，乌加里特人女神「Aṯtart或Athtart」，轉寫作Atirat；阿卡德語的DAs-tar-tú或Astartu）或阿什塔妲（根據皮爾吉金板的伊特魯里亞語記載：Uni-Astre）。
她的名字也曾出现在伊特鲁里亚语：Dingir，阿斯塔蒂女神的男性名语法形式；而 Astartu 是用来形容她的年龄；阿斯塔蒂这个名字也出现在伊特鲁里亚语：Uni-Astre (Pyrgi-Tablets，即皮尔吉碑).
有聖經研究學者指出，阿斯塔蒂很可能是大約在公元前1200年左右的青銅時期的神祇亚舍拉在鐵器時期的再生。

## 概說

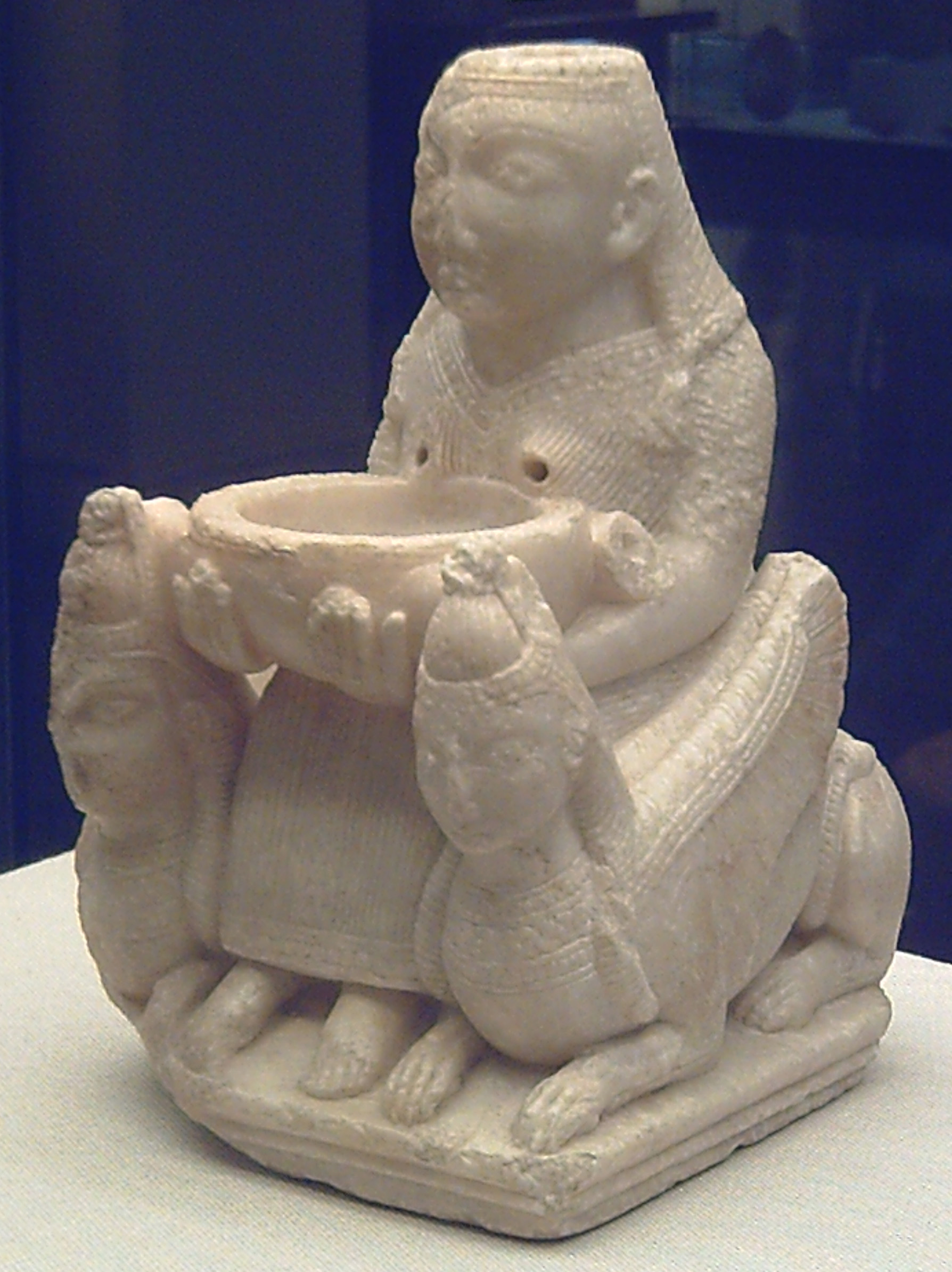
加莱拉夫人

阿斯塔蒂一般都會與豐饒、生育、性愛及戰爭相關連。她的代表物有：獅子、馬、斯芬克斯、鴿子，又或用作代表金星的圓圈包圍五角星的符號。她的形象一般都是裸體的，她一直被称为神化的晚星。
阿斯塔蒂和早期青銅時代到古典時代，近東和東地中海地區的美索不達米亞人（即亞述人、阿卡德人、巴比倫人）西閃女神伊絲塔的希臘名，被認為是同一個女神。
古希臘人在他們的多神信仰裡採納了阿斯塔蒂，並改名為阿芙蘿黛蒂，也就是羅馬神話中的維納斯女神。塞浦路斯島是當時的阿斯塔蒂信仰的主要中心，岛上提供的名称库普里斯(Cypris)则是阿芙蘿黛蒂最常见的别称。其他的中心包括有腓尼基城賽達（Sidon）、泰爾（Tyre）及朱拜勒（Byblos），在賽達，阿斯塔蒂一般都與愛希慕恩（Eshmun）共享一所廟宇。在西顿人的硬币上“她经常画成站在一艘大帆船的船头，身体前倾、右臂伸展，因此，成为了所有帆船船头雕饰起源”。西頓的硬幣也有不少都鑄有阿斯塔蒂坐在戰車裡的模樣，而貝魯特的硬幣甚至有阿斯塔蒂與波塞冬及埃什蒙一起被拜的圖樣。
一般來說，都會把她放在神廟內，而廟內亦有廟妓，教導信徒如何利用性愛使農作物得到豐收。在《聖經》裡，阿斯塔蒂經常都與巴力兩者一同提及，是古時不信上帝的猶太人經常拜祭的假神。
唐纳德·哈登在《腓尼基人讨论》，一尊来自从西班牙格拉纳达（Granada）附近 Tutugi（加莱拉）的阿斯塔尔塔雕像，可追溯到公元前7世纪或公元前6世纪，阿斯塔尔塔坐在宝座上，两侧的斯芬克斯托着一只碗张在她的乳房下面。雕像本身是空心的，可灌入牛奶，通过加温加热融化堵在乳孔中的蜡，产生牛奶淌出来了的奇迹。
阿拉米人女神阿塔伽提斯 (Atargatis，闪语：Ataratah）原本可能等同于阿斯塔蒂，但名称 Atargatis 的第一个要素似乎涉及到亚舍拉（Asherah）的乌加里特语名字：Athirat。

## 阿斯塔蒂在乌加里特
阿斯塔蒂是西闪金星女神、爱情和丰产女神，神中女将。她是古闪族的神，与 亚述和巴比伦 神话中的伊絲塔（Ishtar）相当，是阿斯塔蒂的女性对偶神。对阿斯塔蒂的崇拜在乌加里特占有重要地位，但在神话中却很少提到她。乌加里特的统治者卡拉图诅咒叛逆的儿子时祈求阿斯塔蒂和霍隆对儿子加以惩处。阿斯塔蒂在与雅木的斗争中起着重要作用。在源自巴勒斯坦的神话中，众神派她与雅木谈判。在乌加里特神话中，她曾要求阿利亚努巴卢不要杀死雅木的使者。她也遣责了巴卢杀死了雅木。

## 阿斯塔蒂在埃及
在古埃及，她与西亚的几位神一起进入了埃及神系（在这里阿斯塔蒂与伊絲塔被视为一个神），有时与塞赫麦特相等。她被视为战马和战车之神，会战之神，与海和水有联系。她还被视为医神。她与拉沙夫（Reshef）对偶出现。据埃及资料（也是源自巴勒斯坦），她在神话中与阿纳特一起出现。她在迦太基也受到崇拜，在這裡她的形象是塔尼特。崇拜她的地方还有塞浦路斯。后来拉沙夫和阿纳特的形象都与阿塔伽提斯的形象融合在一起。

## 阿斯塔蒂在希腊

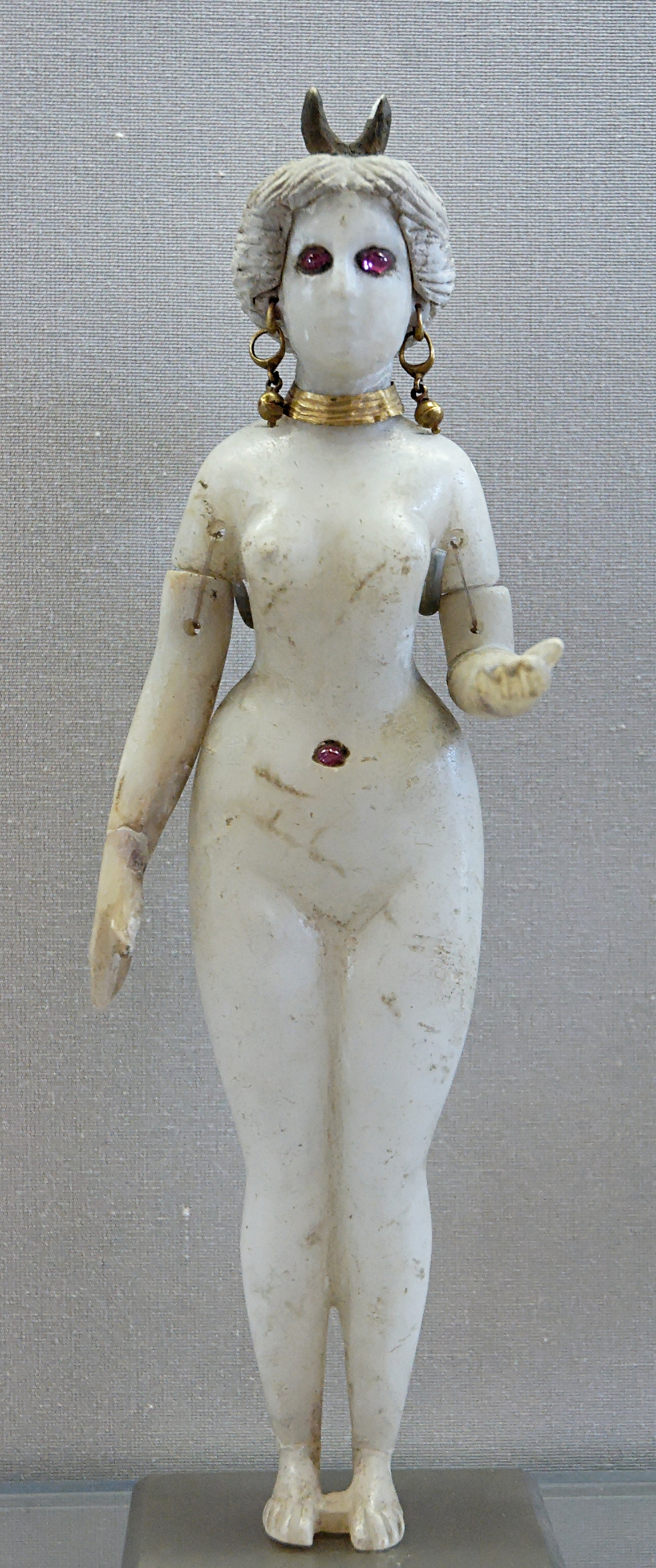
帶著有角頭飾的阿斯塔蒂雕像。

在希腊化时期，与希腊的阿芙蘿黛蒂和罗马的朱诺相等。据希腊化的神话说，阿斯塔蒂爱上了阿多尼斯，阿多尼斯死后，阿斯塔蒂曾追随他到了冥界。公元6世纪的达马斯基俄斯在他的《关于基本原则的问题和解答》一书中引用了一则神话，说阿斯塔蒂热烈地追求爱希慕恩。爱希慕恩死后，女神用可以恢复生命的温暖使爱希慕恩复活，並使他升為神靈。阿斯塔蒂裸体骑在马上弯弓射箭的图像相当有名。在确立犹太教的过程中，先知们对阿斯塔尔塔的崇拜进行了残酷的斗争。

## 其它联系
一些古老的来源断言，在西顿境内寺庙中的阿斯塔特的是神圣的欧罗巴。根据一个古老的克里特岛的故事，欧罗巴是腓尼基公主，宙斯变成一条白色的公牛，将欧罗巴绑架到克里特岛。
在猶太教和基督宗教中，阿斯塔特的形象從異教徒的假神演變為惡魔亞斯她錄。

## 參看
- 阿納特
- '阿塔爾（英语：ʿAṯtar）
- 伊南娜
- 伊斯哈拉（英语：Išḫara）
- 娜娜亞（英语：Nanaya）
- 娜娜（巴克特里亞女神）（英语：Nana (Bactrian goddess)）
- 伊什塔爾之星
- 塔尼特
- 亞舍拉
- 阿塔伽提斯
- 維納斯